# Salduba cothurnata
Salduba cothurnata är en tvåvingeart som först beskrevs av Jacques-Marie-Frangile Bigot 1878.  Salduba cothurnata ingår i släktet Salduba och familjen vapenflugor. Inga underarter finns listade i Catalogue of Life.